# Boyacá (Kolumbia)
Boyacá – miasto w Kolumbii, w departamencie Boyacá.